# Lineamenti fondamentali della critica dell'economia politica
I Lineamenti fondamentali della critica dell'economia politica (noti anche come Grundrisse; in tedesco: Grundrisse der Kritik der politischen Ökonomie) sono sette manoscritti composti da Karl Marx tra l'agosto 1857 e il maggio 1858 sull'economia politica, la filosofia e l'estetica. In russo, la raccolta venne pubblicata sotto il titolo di "Manoscritti economici del 1857–1859".
Questi scritti rappresentavano il lavoro preparatorio per la stesura dell'opera pubblicata nel 1859 con il titolo "Per la critica dell'economia politica". I Grundrisse furono editi per la prima volta in versione integrale dall'Istituto del marxismo-leninismo di Mosca (IMEL) nel 1939-1941 e cominciarono a circolare in Europa e nell'Occidente tra gli anni sessanta e gli anni settanta. In Italia, seminari su questi scritti furono tenuti dal filosofo Stefano Garroni.
Quest'opera viene considerata l'anello di congiunzione tra il giovane Marx dei "Manoscritti economico-filosofici del 1844" e il Marx maturo de "Il Capitale".

## Contesto storico
Trasferitosi a Londra nel 1850, Marx riprese gli studi economici, interrotti durante la rivoluzione del 1848-49. Inoltre, ha letto nella biblioteca del British Museum, tra gli altri, le opere degli economisti borghesi William Petty, François Quesnay e dei rappresentanti dell'economia inglese classica Adam Smith e David Ricardo. A causa della crisi economica del 1857, lui e Friedrich Engels videro la possibilità di una rivoluzione. Pertanto Marx ha lavorato intensamente sulla sua teoria economica. Dapprima iniziò una critica frammentaria alla teoria dell'economista statunitense Henry Charles Carey e all'opera pubblicata nel 1851 dall'economista francese Frédéric Bastiat, "Harmonie économiques" ("Armonia economica"). In esso, Marx traccia il passaggio dall'economia borghese classica all'economia volgare. Ha interrotto questo lavoro dopo 10 pagine e ha scritto invece l'introduzione. Poi, nei manoscritti, la bozza inizia con una critica del libro "De la Réforme des Banques" di Alfred Darimon, seguace di Pierre-Joseph Proudhon. Scrive a Engels della sua attività l'8 dicembre 1857:
(Karl Marx, "Lettera a Friedrich Engels", 8 dicembre 1857)
Alla fine di marzo 1858 i lavori di vagliatura erano grossomodo ultimati; un editore era già stato trovato. Per motivi di salute, tuttavia, Marx non fu in grado di completare il manoscritto e terminò il lavoro solo nell'autunno del 1858. Tuttavia, insoddisfatto della presentazione, ha rivisto i testi e ha redatto un nuovo piano per la terza parte (Per la critica dell'economia politica). Il manoscritto, pubblicato nel 1939, non ricevette da Marx un titolo sommario; quindi fu deciso di intitolarlo "Manoscritti economico-filosofici del 1857–1859".

## Storia della pubblicazione
L'introduzione fu scoperta nel 1902 da Karl Kautsky nella tenuta manoscritta di Marx e pubblicata nel marzo 1903 sulla rivista Die Neue Zeit.
La bozza del manoscritto fu pubblicata per la prima volta da Pavel Veller a Mosca nel 1939-1941 presso l'Istituto del marxismo-leninismo presso il Comitato centrale del PCUS, insieme a una versione più precisa dell'introduzione e ad alcuni altri scritti di Marx. Una ristampa fotomeccanica di questa edizione fu pubblicata nel 1953 da Karl Dietz Verlag Berlin.

## Contenuto

### Introduzione
Come accenna Marx nella prefazione all'opera Per la critica dell'economia politica del gennaio 1859, l'introduzione anticipa i risultati sotto forma di tesi.

### Produzione
Il punto di partenza di Marx nel descrivere la produzione materiale sono gli individui che producono nella società, e quindi la produzione socialmente determinata degli individui. Le idee degli economisti borghesi originariamente individualmente, ad es. B. come cacciatori e pescatori isolati che producono individui che Marx descrive come "Robinsoniaden", immaginazioni, attraverso le quali viene idealizzato l'individuo in piedi nella libera concorrenza della società borghese emersa tra il XVI e il XVIII secolo. Per lui, invece, vale quanto segue: "L'uomo è nel senso più letterale un ζῷον πολιτικόν (ente della vita politica), non solo un animale socievole, ma un animale che può solo isolarsi nella società" provengono dalle condizioni generali, indipendenti dal tempo, della fase di produzione non possono essere comprese. La produzione reale non è "generale", ma un particolare ramo della produzione, ad es. B. Agricoltura, zootecnia, manifattura, ecc., ovvero è la totalità di un'intera società. In particolare, il capitale non va inteso astrattamente come lavoro salariato utilizzato come strumento di produzione, ma piuttosto determinato dalle condizioni specifiche della moderna produzione borghese. Pertanto, il capitale non è un rapporto naturale generale ed eterno.

### Rapporto generale tra produzione e distribuzione, scambio e consumo
Secondo Marx, queste quattro categorie sono i diversi membri di una totalità. La distribuzione non è solo distribuzione dei prodotti, ma anche degli strumenti di produzione, nonché degli individui sotto certe forme di produzione. Anche lo scambio per il consumo privato è solo apparentemente indipendente dalla produzione, ma piuttosto da essa determinato sulla base della divisione del lavoro, della produzione privata e dello sviluppo e della struttura dei rapporti di produzione, ad es. B. tra città e campagna.
La produzione è dunque decisiva, essa sconfina, sia su se stessa nella determinazione opposta della produzione, sia sugli altri momenti. Da lei il processo ricomincia ancora e ancora. D'altra parte, la produzione nella sua forma unilaterale è determinata dagli altri elementi.

### Il metodo dell'economia politica
Marx esamina la relazione tra categorie concrete e astratte in economia. Affronta il problema dell'ordine corretto nella ricerca e nella presentazione. Il percorso dalla popolazione concreta, attraverso le classi, il lavoro salariato e il capitale, a concetti sempre più astratti come lo scambio, la divisione del lavoro e il prezzo è stato percorso dagli economisti del XVII secolo. Viceversa, il metodo scientificamente corretto sale dal semplice, come lavoro, divisione del lavoro, domanda, valore di scambio, fino allo Stato, scambio di nazioni e mercato mondiale. In questo modo, però, il concreto viene riprodotto solo mentalmente. Concepire la realtà concreta come il risultato del pensiero, invece, è un'illusione di cui Marx accusa Hegel: «Hegel giustamente inizia la filosofia del diritto con la proprietà, come il più semplice rapporto giuridico del soggetto. Ma non c'è proprietà prima della famiglia o dei rapporti di dominio e di servitù, che sono rapporti molto più concreti.»
L'astrazione della categoria stessa possiede delle premesse storiche. Ad esempio, il lavoro appare una categoria molto semplice e, nella sua generalità, antica, che però si realizza economicamente solo nella società civile più moderna, gli Stati Uniti, in cui gli individui cambiano mestiere con facilità, e la tipologia specifica del lavoro è per loro accidentale, e quindi essere indifferente. Così l'astrazione delle categorie valide per tutte le epoche è un prodotto di condizioni storiche, le categorie sono pienamente valide solo per e all'interno di esse.
Allo stesso tempo, le categorie per comprendere la società borghese fornivano una visione di quelle delle forme di società scomparse con le cui rovine ed elementi erano state costruite. Rispetto alle società precedenti, però, le categorie in quella attuale sono sempre sviluppate, atrofizzate o caricaturali nelle differenze essenziali. Marx usa la metafora: «L'anatomia umana è una chiave per l'anatomia delle scimmie. D'altra parte, le indicazioni di cose superiori nelle specie animali subordinate possono essere comprese solo se le cose superiori stesse sono già conosciute. [...] Si possono comprendere tributi, decime, ecc., se si conosce la rendita fondiaria. Ma non devi identificarli.»
Una società è capace di autocritica solo in circostanze molto specifiche, altrimenti considera unilateralmente i suoi predecessori come fasi di uno sviluppo storico verso se stessa. La religione cristiana ha potuto solo aiutare a raggiungere una comprensione oggettiva delle mitologie precedenti non appena poiché la sua autocritica in una certa misura, per così dire δυνάμει (in virtù) era finita. Quindi l'economia borghese ha compreso l'economia feudale, antica, orientale solo quando è iniziata l'autocritica della società borghese.
Marx sostiene per ogni scienza storica, sociale, che, come nella realtà, così nella testa, il soggetto, qui la moderna società borghese, è dato e che le categorie sono quindi forme di esistenza, determinazioni di esistenza, spesso solo aspetti individuali di questa società specifica, questo esprime l'argomento e che quindi non inizia in alcun modo scientificamente, dove ora viene discusso come tale.

### Produzione. Mezzi di produzione e rapporti di produzione. Rapporti di produzione e rapporti di circolazione. Forme dello Stato e della coscienza in rapporto alle condizioni di produzione e di circolazione. Rapporti legali. Relazioni familiari.
Nell'ultimo capitolo Marx commenta anche il rapporto ineguale tra lo sviluppo della produzione materiale e la produzione artistica. Certe forme d'arte non potrebbero più essere prodotte una volta che una società è entrata nella produzione artistica in quanto tale: "È possibile Achille con polvere e piombo? O anche l'Iliade con la stampa e persino la macchina da stampa? Il canto e il dire e la musa non finiscono necessariamente con il monello della stampa, e così scompaiono le condizioni non necessarie della poesia epica?"
Marx spiega il godimento che l'arte greca offre nell'età moderna dalla consapevolezza dell'irreversibilità dello sviluppo sociale: «Un uomo non può ridiventare bambino, altrimenti diventa infantile. Ma l'ingenuità del bambino non gli piace, e lui stesso non deve sforzarsi a un livello superiore per riprodurre la sua verità? Nella natura dei bambini, il loro proprio carattere non vive nella sua verità naturale in ogni epoca? Perché l'infanzia storica dell'umanità, dove si svolge nel modo più bello, non dovrebbe esercitare un fascino eterno come una tappa irripetibile? Ci sono bambini cattivi e bambini precoci. Molti dei popoli antichi rientrano in questa categoria. I bambini normali erano i greci. Il fascino della sua arte per noi non è in contrasto con lo stadio sottosviluppato della società in cui è cresciuta. Piuttosto, ne è il risultato ed è inseparabilmente connesso con il fatto che le condizioni sociali immature in cui è sorto e in cui solo potrebbe sorgere non potranno mai tornare.»

## Analisi dell'opera
I Grundrisse sono di argomento molto ampio e coprono tutte e sei le sezioni della critica dell'economia politica di Marx (di cui solo una, il primo volume de Il Capitale, ha mai raggiunto una forma definitiva). A causa della natura approssimativa del lavoro, fautore del marxismo David Harvey ha descritto le sfide nel "determinare se Marx sta avanzando il proprio quadro concettuale e le proprie interpretazioni o semplicemente riportando per gli altri" e ha affermato che "Marx, in breve, sta solo parlando a se stesso". Viene spesso descritto come la bozza de Il Capitale, anche se vi è un notevole disaccordo sull'esatta relazione tra i due testi, in particolare sulla questione della metodologia.
A causa della sua ampiezza e della sua incorporazione di temi dei primi scritti di Marx, i Grundrisse sono centrali nell'opera di Marx. Il suo argomento include i prezzi di produzione, i rapporti di produzione, la distribuzione, lo scambio, l'alienazione, il valore, il lavoro, il capitalismo, l'ascesa della tecnologia e dell'automazione, le forme precapitaliste di organizzazione sociale e le precondizioni per una rivoluzione comunista. Gli studiosi hanno notato grandi differenze tra i primi scritti di Marx, come L'ideologia tedesca e il Manifesto del partito comunista, e quelli successivi, Il Capitale e Grundrisse, suggerendo che le opinioni di Marx si sono evolute, sebbene i temi principali siano rimasti gli stessi. Peraltro in quest'opera appare evidente come Marx abbia molto presente la Scienza della logica di Hegel, perché non solo usa il metodo dialettico hegeliano, ma la trattazione di alcune tematiche (per esempio quella relativa al valore) evidenzia anche alcuni riferimenti all'opera hegeliana dal punto di vista contenutistico: in particolare alla trattazione della logica dell'"essere" e dell'essenza".
Come hanno sostenuto Martin Nicolaus e altri, i Grundrisse sono cruciali per comprendere la matura analisi del capitalismo di Marx, anche se, storicamente, sono stati molto meno influenti nello sviluppo dei vari filoni della teoria marxista rispetto a testi precedenti come il Manifesto del partito comunista, i Manoscritti economico-filosofici del 1844 e L'ideologia tedesca. Verso la fine della sua vita, Marx, secondo Nicolaus, considerava quest'ultimo "con uno scetticismo che rasentava il rifiuto". I Grundrisse, d'altra parte, erano uno dei pochi testi di cui Marx parlava "con un tono di realizzazione e un senso di realizzazione". Supponendo questo vero, la ragione principale è forse che la prima parte più sostanziale de L'ideologia tedesca fu in gran parte scritta da Friedrich Engels, mentre le parti successive, satiriche delle apostasie linguistiche e del vocabolario dei filosofi hegeliani di sinistra, furono scritte dallo stesso Marx.

## Ricezione
Gli schemi sono stati accolti principalmente dai marxisti che volevano prendere le distanze dal marxismo-leninismo. La presentazione e l'interpretazione di Roman Rozdol'skij della storia dell'origine del "Il Capitale" di Karl Marx ha avuto una grande influenza sul marxismo occidentale. La bozza de "Il Capitale" del 1857-1858.
La prima traduzione completa delle planimetrie apparve in cinque volumi in giapponese dal 1953 al 1965 con il titolo Keizaigaku hihan yōkō (経済学批判要綱). Il numero ha raggiunto un'elevata tiratura di oltre 57.000 copie. Nella sua interpretazione di Keizaigaku to rekishi ninshiki ("Economia politica e riconoscimento della storia"), Kiyoaki Hirata usa i contorni anche per analizzare la diffusione del capitalismo dagli stati avanzati occidentali attraverso l'introduzione della produzione di merci negli stati dispotici dell'Asia.
Sono disponibili in italiano le traduzioni complete in due volumi di Enzo Grillo (1968 e 1970) e di Hans-Georg Backhaus (1976). Lucio Colletti aveva già tradotto l'introduzione nel 1954 e, seguendo la scuola logica di Galvano Della Volpe, aveva evidenziato l'influenza di Immanuel Kant e Georg Wilhelm Friedrich Hegel su Marx.
I Grundrisse sono stati concepiti dal movimento operaio come una grande opera completa e classica. Antonio Negri sottolinea l'importanza delle planimetrie per comprendere il capitalismo postmoderno, postfordista. Di grande importanza nel movimento post-operaista fu il concetto marxista di "general intellect" trovato nel frammento macchina, ed adoperato per un'analisi del lavoro immateriale, del capitalismo cognitivo e delle struttura del dominio astratto che portano al biopotere, ovvero al dominio biopolitico mantenuto attraverso la conoscenza.
Le planimetrie dei Grundrisse hanno avuto un ruolo influente anche per la Neue Marx-Lektüre. Interpreti come Georg Backhaus, Helmut Reichelt e Gerhard Göhler affermano che vi sia un processo di riduzione dialettica, di progressiva semplificazione (in ottica divulgativa) dell'analisi della forma valore dai Grundrisse alla prima edizione de Il Capitale, e poi nel passaggio alla seconda edizione, in occasione della quale Marx, stando agli interpreti della NML, privilegiò interpretazioni storiciste e sostanzialiste.

## Edizioni italiane
- Lineamenti fondamentali della critica dell'economia politica, 1857-1858, 2 voll., trad. di Enzo Grillo, Firenze, La nuova Italia, 1968-1970.
- Lineamenti fondamentali di critica dell'economia politica (Grundrisse), 2 voll., trad. di Giorgio Backhaus, Torino, Einaudi, 1976.
- Grundrisse. Lineamenti fondamentali della critica dell'economia politica, 2 voll., Milano, Pgreco, 2012. ISBN 978-88-95563-58-9.
- Lineamenti fondamentali di critica dell'economia politica. Grundrisse, Roma, Manifestolibri, 2012. ISBN 978-88-7285-638-3.